# Stilobezzia thyridofera
Stilobezzia thyridofera är en tvåvingeart som beskrevs av Tokunaga 1959. Stilobezzia thyridofera ingår i släktet Stilobezzia och familjen svidknott. Inga underarter finns listade i Catalogue of Life.